# Juli Alandes Albert
Juli Alandes Albert (Castelló, Ribera Alta, 22 de gener de 1968) és escriptor i professor d'història. Entre les seues publicacions cal destacar la novel·la Ultramar, que tracta la problemàtica dels activistes polítics empresonats en règims suposadament democràtics des d'una perspectiva molt original, el conjunt de narracions sobre els guerrillers anarquistes Àcrates! i la sèrie d'heterodoxes novel·les negres protagonitzades pel policia-filòsof Miquel O'Malley (El crepuscle dels afortunats, Crònica Negra, La mirada del cocodril i Caça major). Probablement la seua obra més destacada és la novel·la Trencatenebres, un calidoscopi que, sota la forma aparent d'una investigació menada per milicians anarquistes de la Columna de Ferro, retrata la història del País Valencià entre les dues guerres mundials i planteja els dilemes ètics que són una de les claus del conjunt de la seua tasca literària, que conjuga d'una manera poc habitual transcendència i humor.
En la dècada de 1990 va col·laborar regularment en les publicacions periòdiques El Temps i DISE, i esporàdicament a Levante i Cartelera Turia amb articles d'opinió, crítica literària i crítica musical. Des del 2015 col·labora amb la revista Caràcters.

## Obra publicada
- Les ciutats submergides. Ajuntament de Xàtiva, 1989.
- «Vull escriure un conte», Daina, revista de literatura, 8, 1991.
- Ultramar. Barcelona: Barcanova, 2004.
- Àcrates!. Barcelona: Proa, 2007.
- El crepuscle dels afortunats. Barcelona: La Magrana, 2010.
- Crònica negra. Alzira: Bromera, 2012.
- «Fotografies», dins Crims.cat 2.0, Alrevès, 2013. Col. «Crims.cat».
- La mirada del cocodril. Barcelona: Alrevès, 2014. Col. «Crims.cat».[2]
- Trencatenebres. València: Tres i Quatre, 2015.[3]
- «Ràdio Castelló Lliure», dins Castellonies, Edicions 96, 2015.
- «Gent de fang», relat dedicat a Bellvitge dins Barcelona: viatge a la perifèria criminal, Barcelona: Alrevés, 2017. Col. «Crims.cat».
- «El meu Camilleri», assaig sobre l'obra d'Andrea Camilleri, epíleg de L'homenatge, d'Andrea Camilleri, Alzira: Bromera, 2017.
- Caça major. Barcelona: Alrevés, 2018. Col. «Crims.cat».
- «De com un gomàtic, com si fos un Cid genocida qualsevol, (...) potser va guanyar una batalla després de mort i tot», dins Castellonies II, Relats amb «gomàtic», Edicions 96, 2018.

## Premis literaris
- Ciutat de Xàtiva de narrativa, 1989.
- Roc Boronat de conte, 2006: Àcrates!
- Premi Enric Valor de novel·la de la Diputació d'Alacant, 2012: Crònica negra.[4][5]
- Premi Andròmina de narrativa, 2014: Trencatenebres.[6]